# Boul se met au verre
Pour plus de détails, voir Fiche technique et Distribution.
Boul se met au verre (sous-titré Soluble dans l'eau) est un  film muet français réalisé par Claude Autant-Lara, sorti en 1929.

## Synopsis
Mme Boul est une femme nerveuse qui se met souvent en colère contre son mari. Son médecin lui prescrit une cure thermale à Vittel. Son mari s'y rend aussi pour perdre du poids.

## Fiche technique
- Titre : Boul se met au verre
- Réalisation : Claude Autant-Lara
- Photographie : Robert Legeret
- Société de production : Apollo film
- Pays d'origine :  France
- Métrage : 544 mètres
- Genre : Comédie
- Durée : 18 minutes[1]
- Dates de sortie :
  -  France : 1929

## Distribution
- Charles Frank : M. Boul
- Véra Wanda : Mme. Boul

## Autour du film
C'est un film de commande, le générique indique qu'il s'agit d'une « comédie hydrominérale réalisée par Claude Autant-Lara », qui fait suite à un documentaire sur la ville de Vittel réalisé en 1926. C'est le premier film de fiction du réalisateur.